# هیچکاک ۷۰۳۲
سیارک ۷۰۳۲ (به انگلیسی: 7032 Hitchcock، نامگذاری:1994VC2) هفت هزار و سی و دومین سیارک کشف شده‌است که در ۳ نوامبر ۱۹۹۴ کشف شد.
قدر مطلق سیارک برابر ۱۳٫۳۰ است.